# Епархия Мурундавы
Епархия Мурундавы (лат. Dioecesis Morondavensis) — епархия Римско-Католической церкви с центром в городе Мурундава, Мадагаскар. Епархия Мурундавы входит в митрополию Тулиары.

## История
8 января 1938 года Святой Престол учредил апостольскую префектуру Мурундавы, выделив её из апостольских викариатов Фианаранцуа (сегодня — Архиепархия Фианаранцуа), Мадзунги (сегодня — Епархия Махадзанги) и Тананариве (сегодня — Архиепархия Антананариву).
15 марта 1939 года апостольская префектура Мурундавы была расширена за счёт присоединения к ней части территории миссии Sui iuris Миаринариву (сегодня — Епархия Миаринариву).
14 сентября 1955 года Римский папа Пий XII выпустил буллу Dum tantis, которой преобразовал апостольскую префектуру Мурундавы в епархию. В этот же день епархия Мурундавы вошла в митрополию Тананариве (сегодня — митрополия Антананариву).
11 декабря 1958 года епархия Мурундавы вошла в митрополию Фианаранцуа.
25 апреля 1960 года епархия Мурундавы передала часть своей территории для возведения новой епархии Мурумбе.
3 декабря 2003 года епархия Мурундавы вошла в митрополию Тулиары.

## Ординарии епархии
- епископ Жозеф-Поль Фути (21 января 1938 — 13 февраля 1947);
- епископ Стефано Гарон (4 июля 1947 — 1954);
- епископ Поль Ж. Жируар (30 декабря 1954 — 18 февраля 1964);
- епископ Бернар Шарль Рацимамотоана (29 сентября 1964 — 8 августа 1998);
- епископ Дональ Жозеф Лео Пельтье (15 октября 1999 — 26 февраля 2010);
- епископ Мари Фабье Рахариламбониаина (26 февраля 2010 — настоящее время).

## Источник
- Annuario Pontificio, Ватикан, 2007
- Булла Dum tantis, AAS 48 (1956), стр. 113  (лат.)